# Пљеваљске новине
Пљеваљске новине су двомјесечне новине основане 1. новембар 1960. године у Пљевља, у Црној Гори. Као најстарија локална медијска кућа у Црној Гори, новине непрекидно информишу грађане више од 60 година.
У склопу НВО "Пљеваљске инфо", запослени у новинама су основали и портал ПВ Новине, како би грађанима Пљеваља широм света били доступни најновији текстови и приче о људима и догађајима из родног краја.

## Делатност и садржај
Поред актуелног информисања из области економије, локалне самоуправе, културе, политике и спорта, новине посебно истичу аналитичке текстове, приче о животу људи, посете пољопривредницима, предузетницима, породицама, као и малим и средњим предузећима.
Током више од 60 година рада, новине су биле своје врсте хроничари живота у општини Пљевља, бележећи све важне догађаје.

## Сарадници
Значајан број сарадника, као што су професор Вуко Безаревић и карикатуриста Иво Шевченко, својим радом оставили су печат који превазилази класичне новинарске жанрове.

## Циљеви
НВУ "Пљеваљске инфо" настоји да својим радом допринесе размјени искустава, развоју демократије, унапређењу и очувању културе и традиције, као и укупном побољшању живота у општини Пљевља.
Делатности удружења обухватају организовање активности за афирмацију локалних медија, повезивање са медијима у региону, информисање јавности, вођење кампања, едукацију, издавачку делатност, одрживи развој, јачање положаја младих и особа са инвалидитетом, подизање еколошке свијести, заштиту потрошача, као и сарадњу и промоцију маргинализованих група и националних мањина.

## Иво Шевченко
Украјинац по рођењу, уметнички графичар, аутор и цртач хумористичких карикатура. Сматра се једним од родоначелника црногорске карикатуре. Његов хуморно-духовити стил кроз гротескне приказе и коментаре разоткривао је противречности друштвено-политичких догађаја у Пљевљима.